# Dawda Fadera

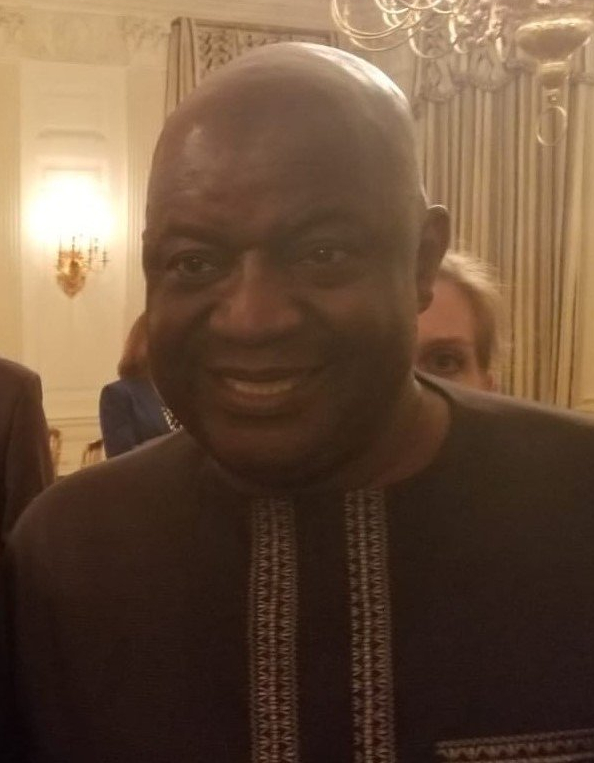
Dawda Fadera (2019)

Dawda Docka Fadera (* 20. Jahrhundert in Kiang Nema; † 20. Februar 2022 in Banjul) war ein gambischer Diplomat, Politiker und Verwaltungsbeamter im westafrikanischen Staat Gambia.

## Leben
Am 9. Februar 2017 wurde Fadera von Präsident Adama Barrow als Generalsekretär und Leiter des öffentlichen Dienstes (englisch Secretary General and Head of the Civil Service) ernannt, zuvor war er im ständiger Sekretär im Personalverwaltungsbüro tätig. Ihm wurde über drei Jahrzehnte Erfahrung in der Arbeit in der öffentlichen Verwaltung nachgesagt, er ersetzte Pa Musa Jallow. Fadera gehörte damit dem Kabinett Adama Barrow I an.
Am 8. Januar 2018 wurde Fadera in den diplomatischen Dienst geschickt und er wurde gambischer Botschafter in den Vereinigten Staaten. Am 24. Januar 2018 überreichte er Präsident Donald Trump sein Akkreditierungsschreiben. Er war zugleich als Hochkommissar in Kanada und als Botschafter in Brasilien akkreditiert. Im Februar 2022 starb er im Edward Francis Small Teaching Hospital an den Folgen einer Infektion, die er sich bei einer Operation im Krankenhaus zugezogen hatte.